# Li Changchun

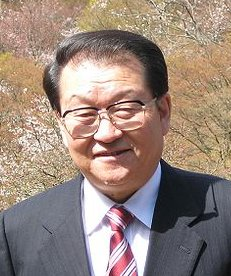
Li Changchun (2009)

Li Changchun (chinesisch 李長春,  Lǐ Chángchūn; * 1944) ist ein chinesischer Spitzenpolitiker. Er war als Propaganda-Chef von 2002 bis 2012 Mitglied des  Ständigen Ausschusses des Politbüros der Kommunistischen Partei Chinas.
Li Changchun gilt als enger Gefolgsmann Jiang Zemins und hat sich Ansehen während seiner Amtszeit als Parteisekretär der Provinz Guangdong erworben, deren Wirtschaftsboom er gefördert hatte. Li wird allerdings auch mit dem Blutspende-Skandal in der Provinz Henan, wo er Mitte der 1990er Jahre Parteisekretär war, in Verbindung gebracht. Damals wurden tausende  Bauern beim Blutspenden mit HIV infiziert.

## Biografie
- 1944: geboren in der Stadt Jilin in der Provinz Jilin
- 1965: Eintritt in die Kommunistische Partei Chinas
- 1966: Abschluss des Studiums im Fachgebiet Automatisierung in Industriebetrieben der Polytechnischen Universität Harbin als Ingenieur
- 1968: Techniker in einer Schalterfabrik von Shenyang
- 1975: stellvertretender Vorsitzender des Revolutionskomitees der Shenyanger Industriegesellschaft für Elektrogeräte
- 1981: stellvertretender Generalsekretär des Parteikomitees von Shenyang
- 1982: stellvertretender Bürgermeister von Shenyang und Vorsitzender der Wirtschaftskommission
- 1983: Parteisekretär und Bürgermeister von Shenyang
- 1986: Gouverneur von Liaoning
- 1990: amtierender Gouverneur von Henan
- 1991: Gouverneur von Henan
- 1992: Parteisekretär von Henan
- 1993: Vorsitzender des Ständigen Ausschusses des Provinzvolkskongresses
- 1998 bis 2002: Parteisekretär von Guangdong